# Zahrádky (okres Česká Lípa)
Zahrádky (německy Neugarten, Neuschloss) jsou obec v okrese Česká Lípa v Libereckém kraji. Žije zde 705 obyvatel. K Zahrádkám patří i vesnice Borek, Šváby a také zaniklá ves Mnichov, s barokním kostelem svaté Barbory a sochou ukřižované svaté Starosty.

## Historie
První písemná zmínka o vesnici pochází z roku 1376. Na konci 14. století zde stála tvrz. Kateřina z Vartenberka postavila okolo roku 1550 na stejném místě zámek, nazývaný také Nový zámek. Vesnička Zahrádky vznikla v jeho podhradí. Nejdříve byly postaveny hospodářské budovy, pak mlýn a pivovar, domky rolníků a lesáků.
Zámek patřil Vartenberkům až do roku 1622. Tehdy Jan Jiří, poslední příslušník slavného rodu, byl za účast na stavovském povstání zbaven svého majetku. Rok poté jej získal Albrecht z Valdštejna. V té době byl zámek vyzdoben, měl knihovnu i obrazovou galerii. Po zavraždění Albrechta v Chebu roku 1634 zámek připadl jeho manželce a pak dceři Marii Elišce. Ta se provdala za hraběte Rudolfa Kounice. Kounicům patřil do roku 1897, kdy vymřeli po meči. Na zámek jezdili známí Češi – Josef Dobrovský, František Palacký, Pavel Josef Šafařík, Božena Němcová.
Po druhé světové válce došlo v obci k vysídlení původního německého obyvatelstva. Dne 19. prosince 1967 proběhlo na zámku za přítomnosti rektora Univerzity 17. listopadu v Praze J. Martinice a děkana fakulty F. Kopeckého slavnostní otevření fakulty v Zahrádkách. Studijní středisko sloužilo komunistickému režimu k získávání studentů ze zemí Třetího světa skrze poskytovaná stipendia, následně na ně marxisticko-leninsky působil. Univerzita v roce 1974 zanikla a středisko v Zahrádkách převzala Univerzita Karlova, která zde zahraniční studenty vzdělávala až do roku 1992. Dne 30. ledna 2003 zámek vyhořel. Příčina vzniku požáru nebyla nikdy jednoznačně potvrzena. V roce 2015 vlastník zámku vyjádřil záměr objekt rekonstruovat a vytvořit zde regionální institut celoživotního vzdělání UK. Podle zpracované studie by si však záchrana zámku vyžádala náklady ve výši až 600 miliónů korun.

## Přírodní poměry
V katastru obce či blízkém sousedství se nacházejí tyto chráněné přírodní lokality:
- Národní přírodní rezervace Novozámecký rybník
- Národní přírodní památka Peklo
- Evropsky významná lokality Jestřebsko-Dokesko a Zahrádky
- Ptačí oblasti Českolipsko – Dokeské pískovce a mokřady
- Památný strom Borovice lesní v Zahrádkách u České Lípy (u silnice I/9 naproti odbočce na Karasy)
- Valdštejnská alej, 300 let stará alej stromů vedoucí jižním směrem kolem bažantnice

## Doprava
Necelý jeden kilometr ze vesnicí vede železniční trať Lovosice – Česká Lípa. Na ní je železniční zastávka Zahrádky, která byla oceněna jako Nejkrásnější nádraží roku 2009. Železniční most na této trati u osady Karba patřící do katastru Zahrádek je zařazen k technickým památkám. Kolem nádraží je vedena silnice I/15 spojující mj. Zahrádky s obcemi Stvolínky a Kravaře. V obou jsou i další železniční stanice stejné tratě. Přes východní část obce vede frekventovaná silnice I/9 od České Lípy s křižovatkou směr Praha či Litoměřice a je zde i autobusová zastávka.

## Turistické trasy a zajímavosti
Do osady Karba sestupuje od vlaku modrá trasa, ze Zahrádek do České Lípy přes údolí Pekla je vedena červená mezinárodní trasa E10, po místních komunikacích obec prochází cyklotrasa 3053 od České Lípy přes Zahrádky, která vede dál po jižním břehu Novozámeckého rybníka. Na počátku údolí Robečského potoka od Zahrádek je osada Karba, kudy vede naučná stezka národní přírodní památky Peklo. Ve výšce nad Karbou a údolím je železniční most, který je technickou památkou. Středověké technické památky jsou i vpust a výpust Novozámeckého rybníka pojmenované Novozámecká průrva a Mnichovská průrva.
U zámku je zámecký park z první poloviny 16. století, plný starých a vzácných stromů a soch.
Jižně od Zahrádek stávala již zaniklá ves Mnichov, z níž se zachoval kostel svaté Barbory s přilehlým hřbitovem a opodál stojící pískovcové sochy svaté Starosty, vesměs památkově chráněné. V centru vesnice stojí památkově chráněný Dům čp. 25.

## Sport
Fotbalový tým mužů zakončil sezonu 2010/2011 v II. třídě okresu Česká Lípa na 11. místě čtrnáctičlenné tabulky. O rok později stejnou skupinu ukončili na místě pátém.

## Osobnosti
- Josef Neuwirth (1855–1934), rodák, česko-rakouský historik umění středověku

## Další fotografie

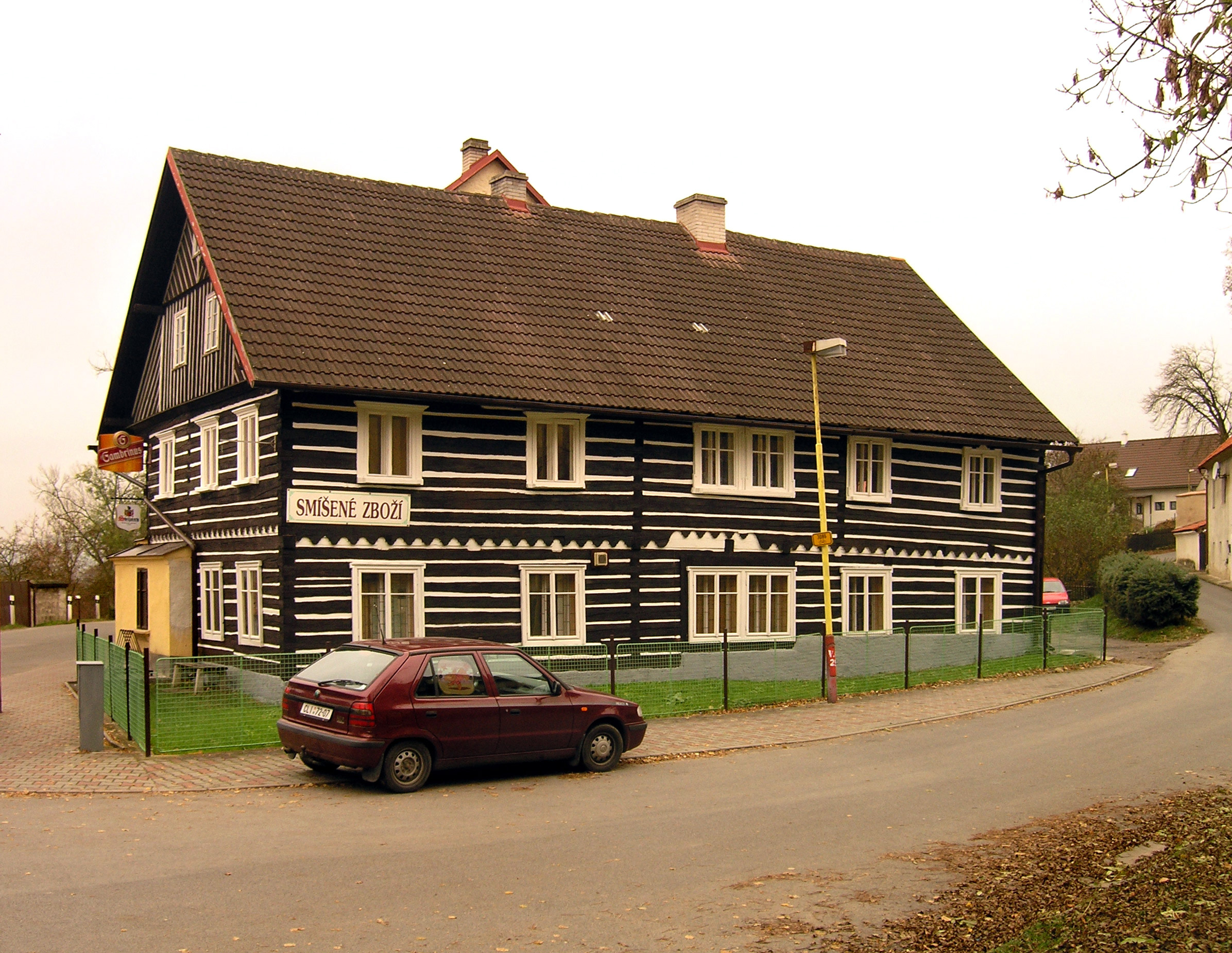
Obchod v centru - příklad místní roubené lidové architektury
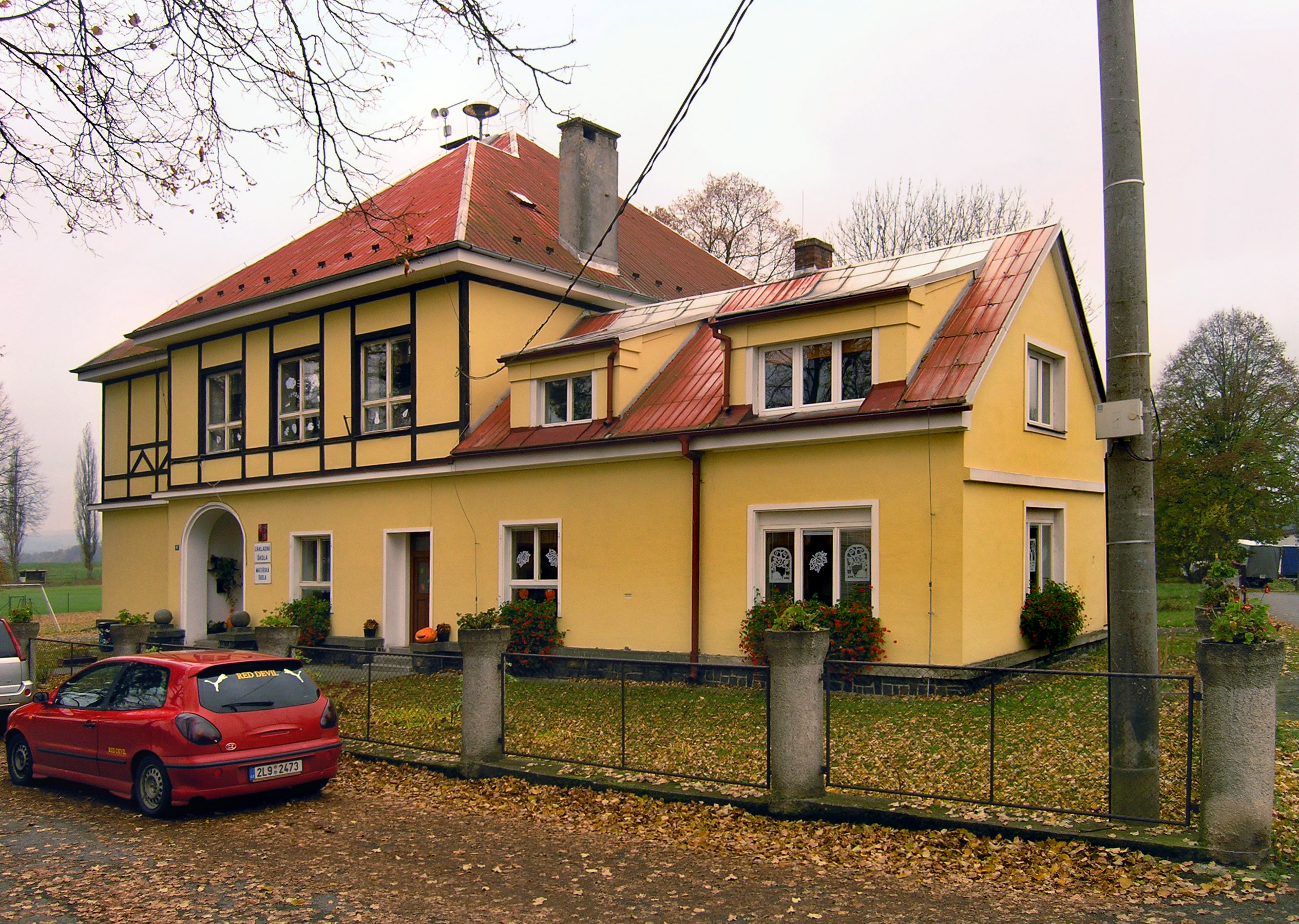
Základní a mateřská škola
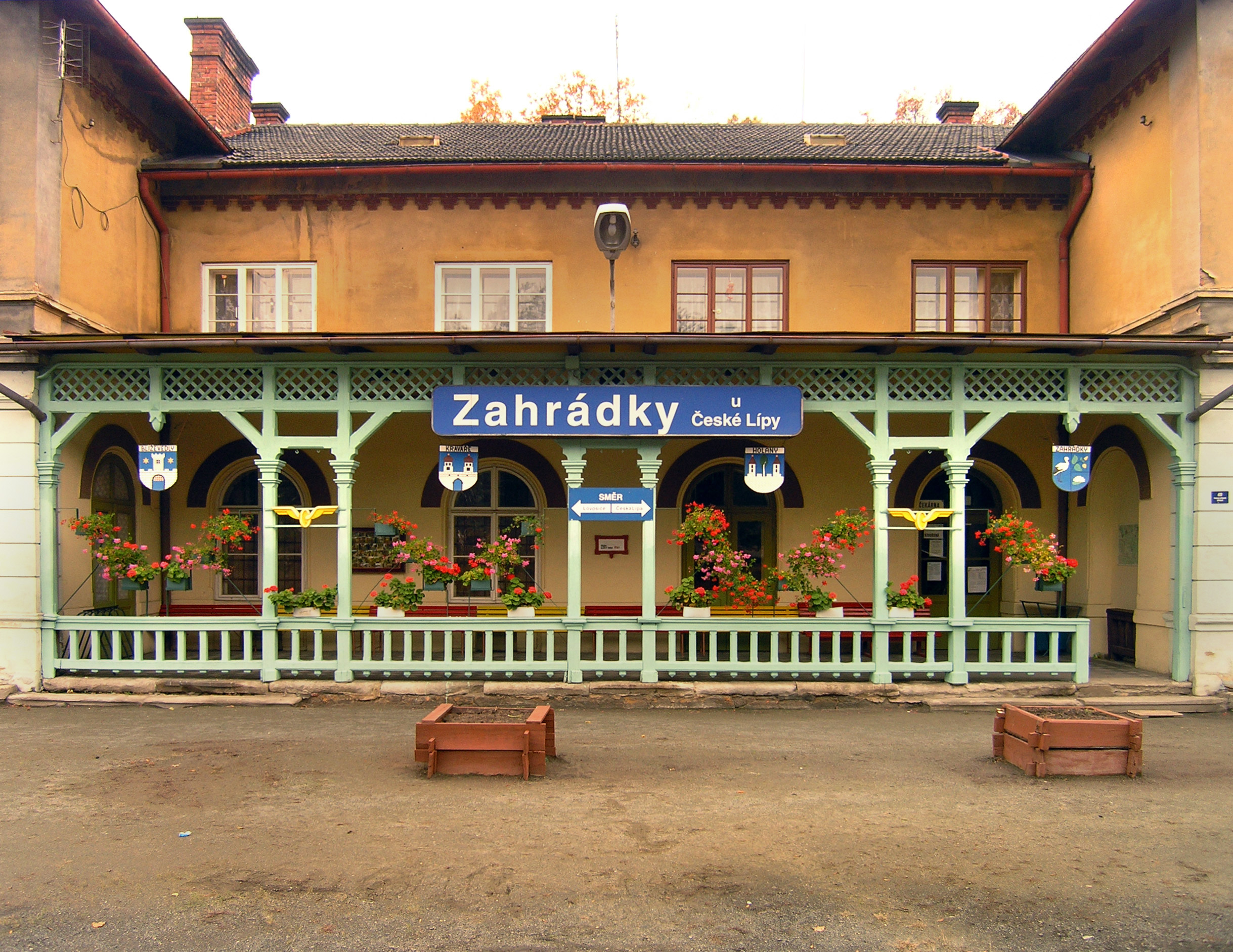
Oceněné nádraží v roce 2009
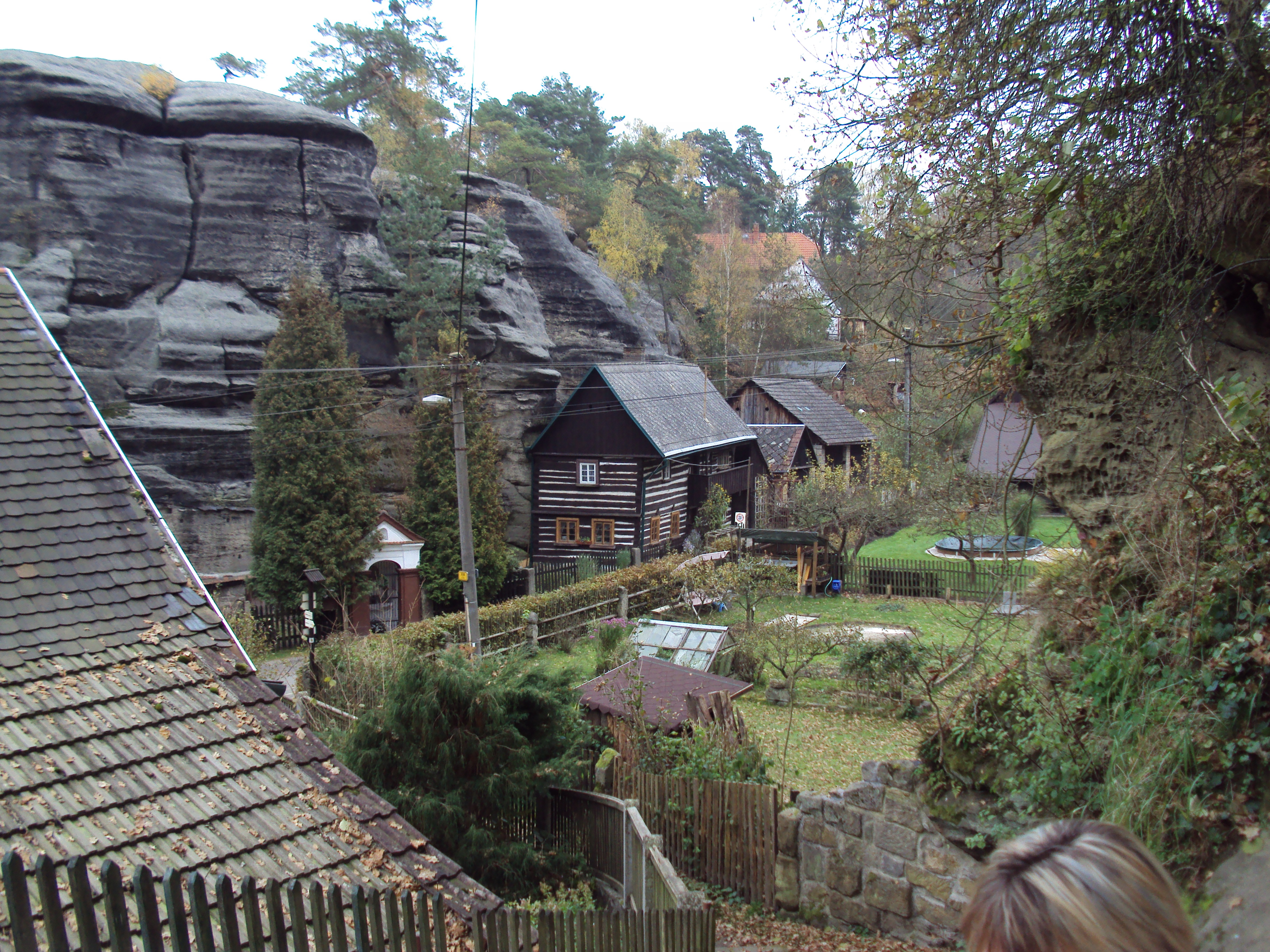
Osada Karba shora po modré